# Kalle Anka på semester
Kalle Anka på semester (engelska: Donald's Vacation) är en amerikansk animerad kortfilm med Kalle Anka från 1940.

## Handling
Kalle Anka är ute och paddlar kajak. Han har precis slagit sig till ro på ett fint ställe för att ta det lugnt. Något vidare lugnt blir dock inte, särskilt när några skogsekorrar stjäl Kalles utflyktsmat.

## Om filmen
Filmen hade svensk premiär den 16 augusti 1941 på biograferna Skandia, Capitol och Garbio i Stockholm, som förfilm till långfilm Mordet i tredje våningen (engelska: Stranger on the Third Floor) från 1940 med Peter Lorre.

## Rollista
- Clarence Nash – Kalle Anka[6]